# 淚色
《淚色》是日本女歌手西野加奈的第21張單曲，在2013年8月7日由SME Records Inc.發售。

## 概要
- 《淚色》是節目「スッキリ!!」的八月份主題曲。
- 此單曲有2個版本，分別有「初回限定盤」和「通常盤」。
- 「初回限定盤」收錄了單曲的製作花絮（Making）和訪問。
- 在8月19日於公信榜单曲週排行榜取得第14位。

## 收錄內容

### CD
1. 淚色
2. GAME OVER
3. can't stop, won't stop

### DVD
1. 淚色（Jacket Making Off Shot）
2. Special Interview